# Meggle Cheese

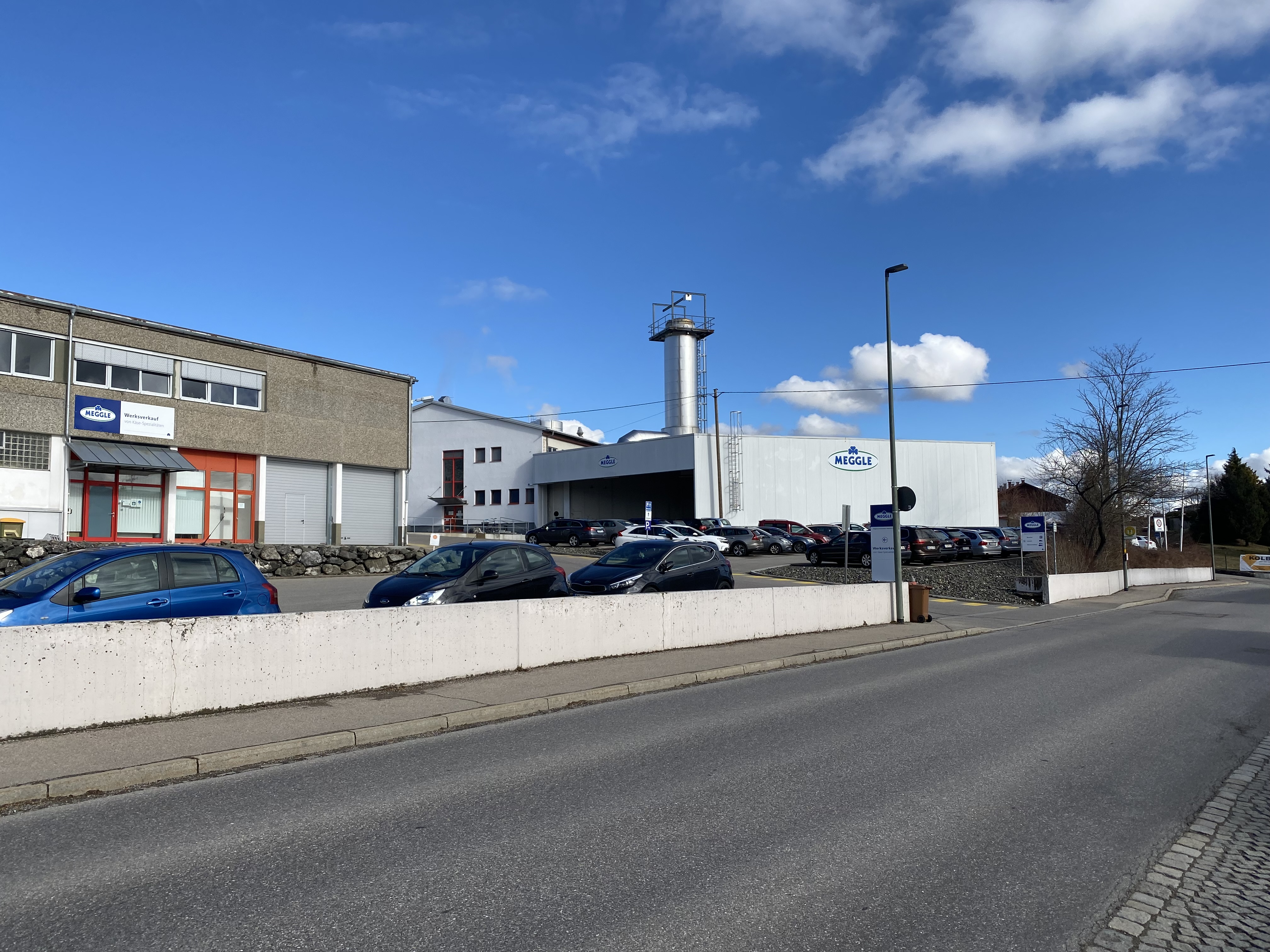
Das Werksgelände der Meggle Cheese GmbH am Produktionsstandort Altusried.

Die Meggle Cheese GmbH (Eigenschreibweise: MEGGLE), (vormals: Stegmann Emmentaler Käsereien GmbH) mit Sitz in Altusried ist ein milchverarbeitender Betrieb.

## Geschichte
Der Käsereibetrieb gehörte ab 1996 zum französischen Konzern Entremont Alliance, der seinerseits 2011 von Sodiaal übernommen wurde. 2021 verkaufte Sodiaal Stegmann an die Meggle GmbH & Co. KG. Seit März 2022 trägt das Unternehmen den Namen Meggle Cheese GmbH.
Die Gruppe stammt aus der Kooperation der Käsereien Stegmann & Roth (Gründung 1900) in Altusried und Adolf Stegmann (Gründung 1906) in Görisried.

## Standorte
Am Firmensitz in Altusried arbeiten 180 Mitarbeitende in der Produktion und Packerei. Die Verwaltung des Unternehmens befand sich bis 2024 in Kempten (Allgäu). Meggle baute ein neues Bürogebäude in Altusried, sodass alle Mitarbeiter dort vereint sind.
Bis 2019 befand sich ein weiterer Produktionsort im österreichischen Reutte. Das im Jahr 1996 von Adolf Stegmann übernommene Milchwerk Reutte wurde 1946 vom Tiroler Sennereiverband gegründet.
2009 wurde der Standort Reichertshausen geschlossen und damit 59 Mitarbeiter entlassen.

## Belege
1. ↑  Impressum. Abgerufen am 22. Juli 2024 (deutsch).
2. ↑  Bundesanzeiger, Jahresabschluss zum Geschäftsjahr vom 01.01.2020 bis zum 31.12.2020
3. ↑  Aggenstein – Käsetradition seit 1906. In: aggenstein.de. Abgerufen am 10. Mai 2021.
4. ↑  MEGGLE übernimmt Stegmann. Meggle, 31. März 2021, abgerufen am 10. Mai 2021.
5. ↑  Martina Kausch: Neue Käse-Sparte: Aus Stegmann wird Meggle Cheese. In: RUNDSCHAU für den Lebensmittelhandel. medialog GmbH & Co. KG, 1. März 2022, abgerufen am 1. März 2022.
6. ↑  Instagram. Abgerufen am 30. Dezember 2024.
7. ↑  Leopold Th. Spanring: Käserei Reutte geht an Sulzberger Käserebellen. In: topagrar. Landwirtschaftsverlag GmbH, 23. Juli 2021, abgerufen am 18. Mai 2021.

Koordinaten: 47° 43′ 24,1″ N, 10° 18′ 39,6″ O